# Czamrowina
Czamrowina – dawny folwark, obecnie w obrębie geodezyjnym wsi Bobin w Polsce położonej w województwie mazowieckim, w powiecie ostrołęckim, w gminie Czerwin.

## Historia
W latach 1921–1939 folwark leżał w województwie białostockim, w powiecie ostrołęckim, w gminie Czerwin.
Według Powszechnego Spisu Ludności z 1921 roku miejscowość zamieszkiwały 24 osoby w 2 budynkach mieszkalnych. Miejscowość należała do parafii rzymskokatolickiej w m. Czerwin. Podlegała pod Sąd Grodzki w Ostrołęce i Okręgowy w Łomży; właściwy urząd pocztowy mieścił się w m. Czerwin.
W wyniku agresji niemieckiej we wrześniu 1939 wieś znalazła się pod okupacją niemiecką. Od 1939 do wyzwolenia w 1945 włączona w skład Generalnego Gubernatorstwa.